# Caucho estireno-butadieno
El caucho estireno-butadieno, frecuentemente abreviado SBR (en inglés: Styrene-Butadiene Rubber) es un elastómero sintético obtenido mediante la polimerización de una mezcla de monómeros: estireno y butadieno. Es el caucho sintético con mayor volumen de producción mundial. Su principal aplicación es en la fabricación de neumáticos.
Una de las ventajas era que su producción tenía una muy buena relación costo-utilidad. El caucho sintético fue usado para disminuir el consumo de las fuentes naturales de caucho, especialmente en el área de la fabricación de neumáticos, que en ese momento aún consistían de caucho sólido. Otros países comenzaron a copiar los esfuerzos y a la década siguiente, muchas naciones desarrolladas estaban en el negocio de la creación del SBR para ser usado en una variedad de productos.

## Historia
El SBR es un reemplazo del caucho natural. Originalmente fue desarrollado antes de la Segunda Guerra Mundial en Alemania por el químico Walter Bock en 1929, y preparado por I.G. Farbenindustrie. La fabricación industrial comenzó durante la Segunda Guerra Mundial y fue utilizado ampliamente para el  U.S. Synthetic Rubber Program [Programa de Caucho Sintético de los Estados Unidos] para producir Goma-Estireno del Gobierno (GR-S); para reemplazar el suministro de caucho natural del sudeste asiático que, bajo la ocupación japonesa, no estaba disponible para las naciones aliadas.
Gran parte de la producción fue realizada en plantas que poseía el gobierno, y muchos de los productos manufacturados fueron enviados directamente a las fuerzas armadas que combatían en el extranjero. También fue durante este periodo que se creó una mezcla polimerizada de estireno-butadieno en frío, de calidad superior a la que se venía fabricando hasta entonces en caliente. Tras finalizar la guerra, el gobierno comenzó a vender todas sus plantas a la industria privada. Hacia 1955, la producción de SBR había pasado completamente de las manos del gobierno a la de las muchas compañías privadas alrededor del país. La versión desarrollada por Goodyear se llamó Neolite.
En 2012, más de 5,4 millones de toneladas de SBR se procesaron mundialmente.

## Propiedades
- Rangos de dureza disponible:  productos rígidos: 40 ShA - 90 ShA
- Productos microporosos: 10 ShA – 35 ShA

### Mecánicas
- Moderada resiliencia.
- Excelente resistencia a la abrasión.
- Moderada resistencia al desgarro.
- Excelente resistencia al impacto.
- Moderada resistencia a la flexión.

### Físicas
- Temperatura de servicio: –10 °C a 70 °C.
- Baja resistencia a la intemperie (oxidación, ozono, luz solar).
- Excelente resistencia eléctrica.
- Muy baja permeabilidad a los gases.

### Químicas
- Buena resistencia al agua pero pobre resistencia al vapor de agua.
- No poseen resistencia a los hidrocarburos (alifáticos, aromáticos, clorados).
- Baja resistencia a ácidos diluidos, menor aún en caso de mayor concentración.
- Baja resistencia a los aceites (animal y vegetal).

## Aplicaciones
Entre otros usos se encuentran la fabricación de cinturones, mangueras para maquinarias y motores, juntas, y pedales de freno y embrague. En el hogar se encuentra en juguetes, masillas, esponjas, y baldosas. Entre los usos menos esperados se encuentra la producción de productos sanitarios, guantes quirúrgicos e incluso goma de mascar.
- Cubiertas de neumáticos de tamaño pequeño y medio
- Sector calzado
- Correas transportadoras y de transmisión
- Artículos moldeados

- Perfiles